# The Icon
The Icon es un rascacielos de uso residencial y comercial de Barranquilla, Colombia. Con 175 metros de altura y 42 pisos, es la estructura más alta de la ciudad superando a la torre Mirage 57 que presenta 162 metros.
La estructura está ubicada en el barrio Villa Country sobre el bulevar de la calle 78, al norte de la ciudad. La inversión total del proyecto fue de 35 000 000 €. El diseño del rascacielos estuvo a cargo del grupo Tash español y su construcción empezó a mediados de 2015. La firma ALC es la encargada de la gestión y promoción. La constructora española Rubau fue la contratista encargada de todo el proceso de construcción con un plazo de ejecución de 32 meses.
La construcción de los cimientos del rascacielos tardó 6 meses, además se emplearon ladrillos especiales importados desde España y que fueron «elaborados con arenas de distintas partes del mundo». Además de esto, cuenta con cristaleras, monocapas y un mirador de 360 grados, entre otros aspectos. La edificación cuenta con un diseño bioclimático que sirve para mantener un ambiente fresco y sistemas solares pasivos que sirven para transformar el calor procedente de la energía solar.
Se le considera uno de los proyectos más innovadores de la ciudad y un «ícono de la arquitectura contemporánea en Barranquilla». En la parte más alta de la estructura se pueden observar distintos puntos y sitios estratégicos de gran interés como la Avenida del Río, el Puente Pumarejo y el monumento de la Ventana al mundo.

## Altura
El edificio posee una altura de 175 metros, el equivalente a 574,14 pies. Las habitaciones y otros sitios destinados a eventos sociales presentan una altura de 2.70 metros.
Con esta altura, The Icon, sobrepasa los 162 metros de Mirage 57 para convertirse en el edificio más alto de la ciudad de Barranquilla, la tercera estructura más alta de la región Caribe (superado por el Hotel Estelar y el complejo comercial Plaza Bocagrande, ambos en la ciudad de Cartagena de Indias), el décimo rascacielos más alto de Colombia, uno de los 25 más altos de América del Sur y una de las 100 estructuras de mayor altura en América Latina.

## Construcción
La construcción de esta torre fue aprobada antes de la puesta en marcha del denominado Plan de Ordenamiento Territorial (POT), el cual exige una serie de normas y requisitos específicos en este tipo de obras y/o edificaciones. The Icon es un punto de referencia y una de las edificaciones más representativas de la ciudad. Fue construido por inversionistas españoles, con experiencia y recorrido en la edificación de estructuras de gran altura.
La torre se encuentra ubicada en la calle 78 # 57 - 35, sobre el bulevar del barrio Villa Country, al norte de la ciudad. Para la construcción de los cimientos, los sótanos y la remoción de la tierra fue necesario realizar trabajos específicos durante 6 meses (dada la complejidad de la obra). En cuanto a las losas que fueron construidas totalmente en hormigón armado, estas presentan 2,60 metros de espesor e incorporan micropilotes que sirven «para recoger picos de compresión y tracciones». El proceso de la fundición de la losa fue complejo, tanto así que en él participaron 100 trabajadores, se necesitaron 1500 metros cúbicos de concreto puro y se trabajó continuamente durante 36 horas (el equivalente a 3 días seguidos de trabajo permanente).
Los muros de contención poseen 0,80 metros de diámetro y presentan 5 tipos de niveles de anclaje. Por su altura fue necesario un tipo de sistema dual denominado shear walls (sistema de resistencia a la fuerza sísmica, diseñado para resistir fuerzas laterales en el plano, típicamente cargas de viento y sísmicas y que es comúnmente utilizado en la ingeniería estructural). En total, el edificio cuenta con 42 000 metros cuadrados de construcción.

## Materiales
En total, en el proyecto intervinieron 300 trabajadores y se utilizaron diversos materiales de alta calidad como el ladrillo blanco y gris gratificado que fue importado exclusivamente desde la planta de la empresa española La Paloma Cerámicas, una compañía con más de 50 años de experiencia en la fabricación de todo tipo de productos cerámicos. Son ladrillos autoventilados caravistas que generan «volumen en la fachada». Estos materiales de construcción llegaron a la ciudad por vía marítima a través de un barco; en total, se calcula que fueron 380 000 ladrillos utilizados para la edificación y que cuentan con una garantía de 100 años.

«En la fabricación de este tipo de ladrillo se emplean cocciones de 1400 grados de temperatura, cuando el promedio del ladrillo normal es de 900 grados». Datos según la firma.

Esto brinda al edificio una mejor absorción que está entre el 3 y 4 % de resistencia, además proporciona otros beneficios como el de ahorro energético y confort térmico ya que disminuyen la humedad en un 30 %. Todas estas características hacen que el edificio presente una arquitectura bioclimática.
Además del suministro de la cerámica, también participaron otras empresas, entre ellas, Euromarmol y Tecnoglass, la primera en todo lo relacionado con pisos y cocinas y la segunda en el suministro de la ventanería en general. En términos generales, todo el edificio cuenta con pisos de mármol y todas las áreas de labores de porcelanato.

## Inauguración

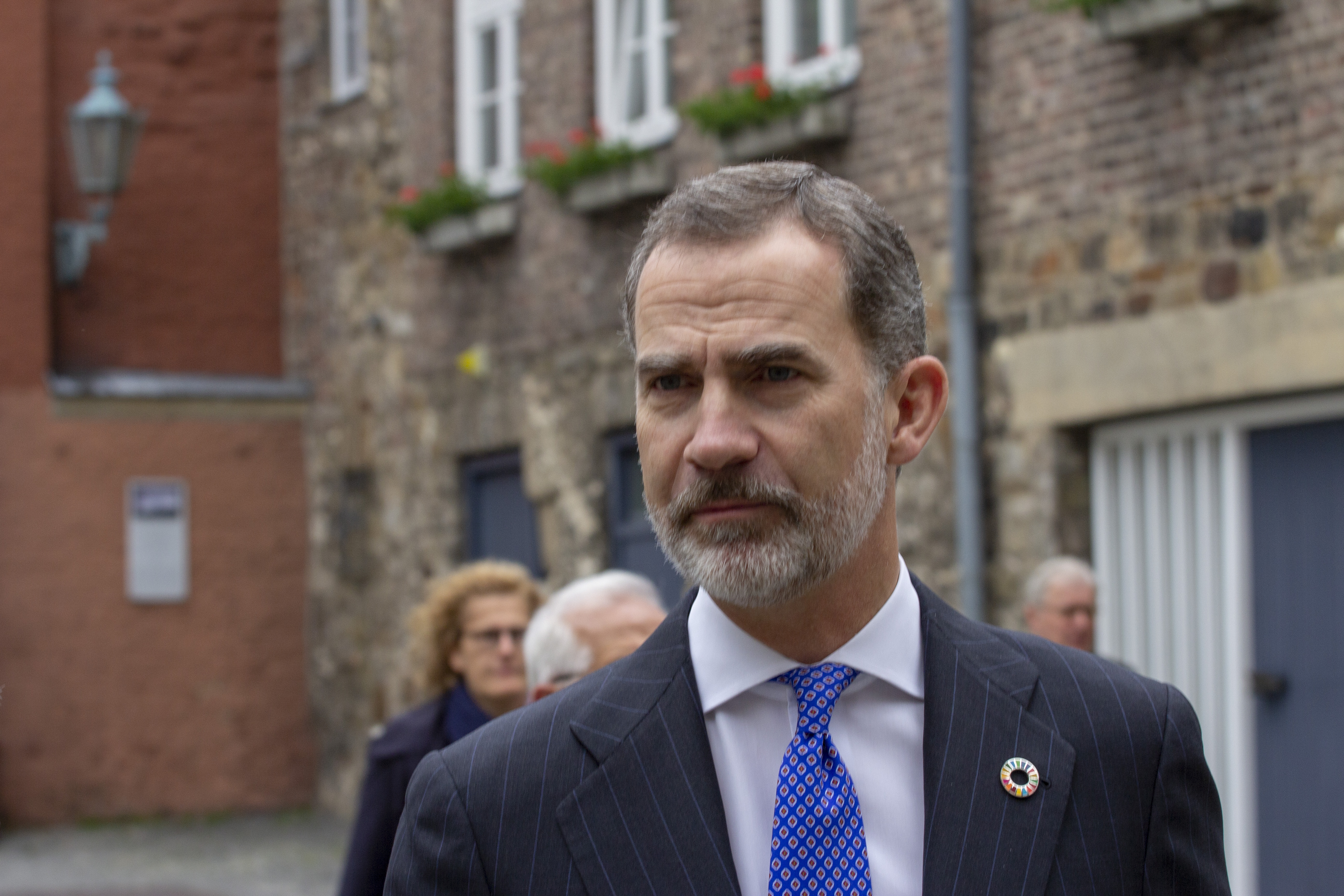
La inauguración contó con la presencia de Felipe VI de España.

The Icon fue inaugurado oficialmente el 3 de diciembre de 2021. Al acto asistieron diversas personalidades regionales, locales, nacionales e internacionales, entre ellos, el alcalde de Barranquilla, Jaime Pumarejo, la gobernadora del Atlántico, Elsa Noguera, la vicepresidente y canciller, Marta Lucía Ramírez, el presidente de Colombia, Iván Duque, Francisco Antonio Rodríguez, CEO de la empresa española La Paloma Cerámicas, Aurelio Vázquez, gerente general del proyecto, también autoridades locales y nacionales, miembros de la fuerza pública, empresarios, participantes del World Law Congress 2021 e inversionistas. A nivel internacional, contó con la presencia de Felipe VI de España, la Ministra de Justicia de España, Pilar Llop, el abogado y presidente de la World Jurist Association, Javier Cremades, y demás personalidades que acompañaron al jefe de Estado español.
Aurelio Vásquez, gerente del proyecto afirmó:

«Esta construcción es un orgullo colombo español, todo un orgullo barranquillero; cuenta con los mejores diseños, materiales y esfuerzos de los dos continentes. Recibir a su Majestad y al presidente de Colombia en este edificio, es un lujo, es el tipo de experiencias que queremos para La Puerta de Oro, lo que la ciudad se merece». Gerente del proyecto.

En el edificio se fijó una placa conmemorativa donde se resalta la inauguración y visita de Felipe VI de España y el presidente Iván Duque, con motivo del Congreso Mundial del Derecho de la Asociación Mundial de Juristas.
El edificio fue una de las sedes alternas del World Law Congress 2021. En este sitio también se celebran eventos sociales, charlas, conferencias, conservatorias y demás actividades, además de contar con una sala para teletrabajo y un teatrino con capacidad para 13 personas para la representación de diversas obras e historias.

## Galería

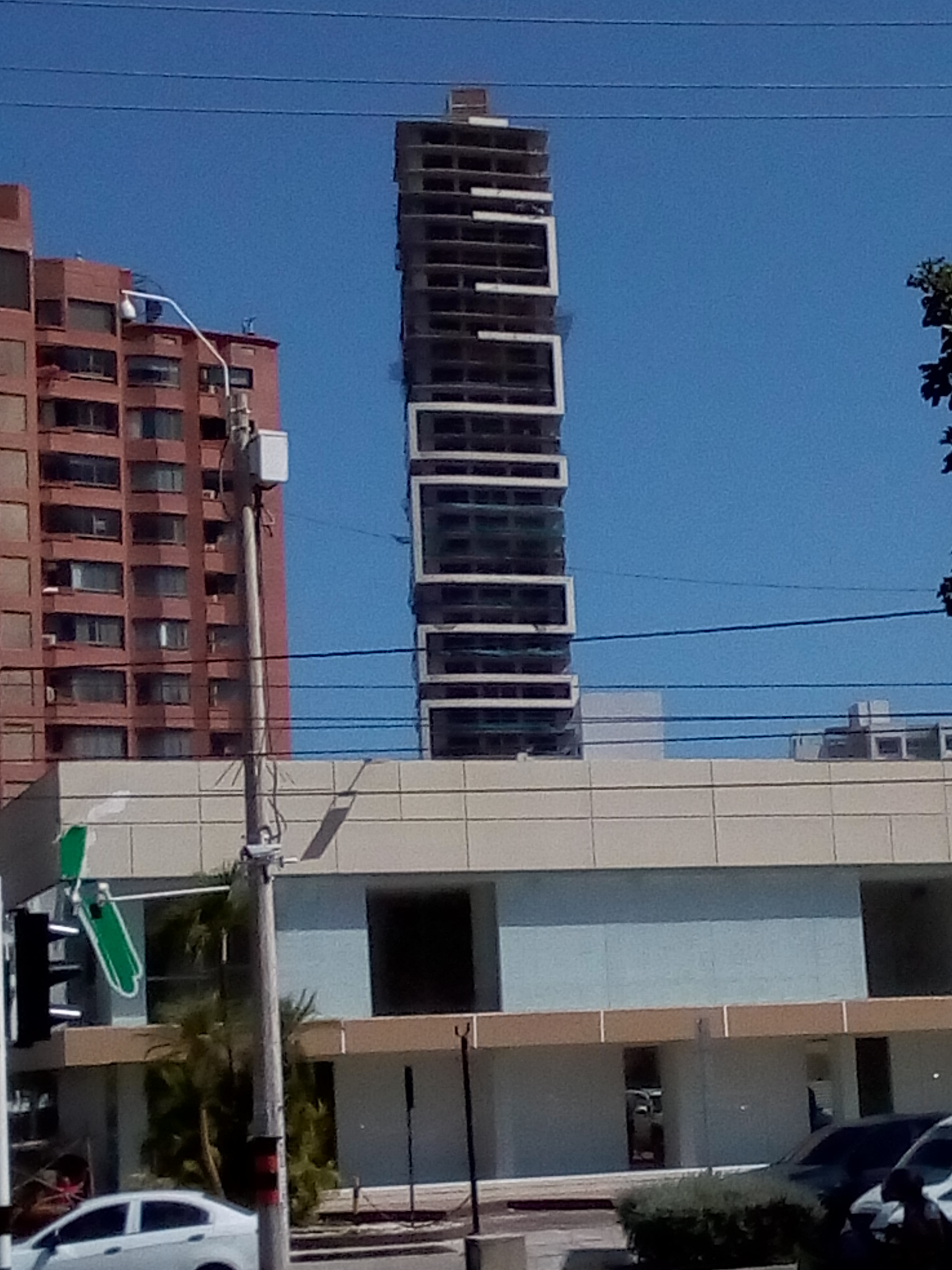
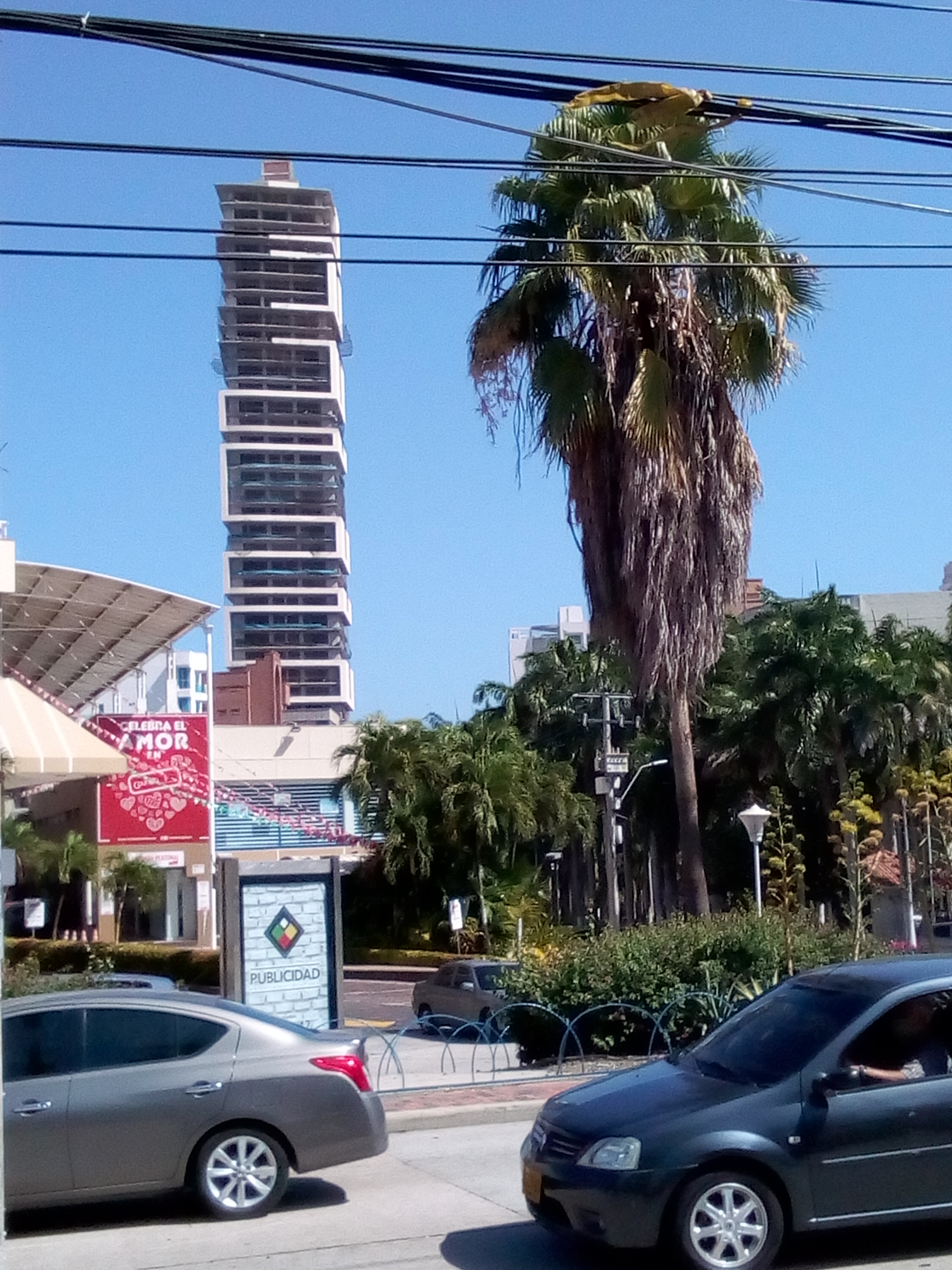
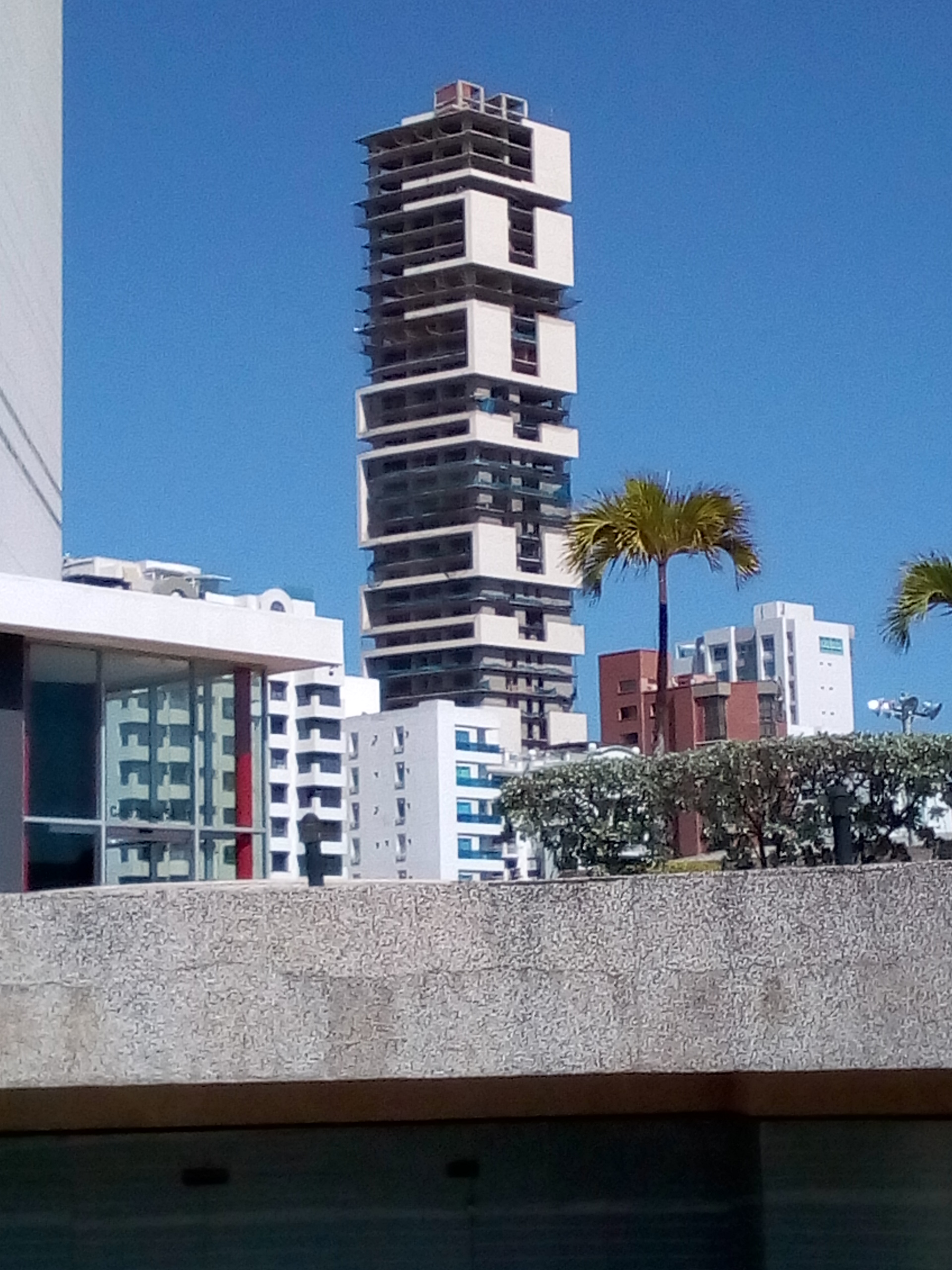
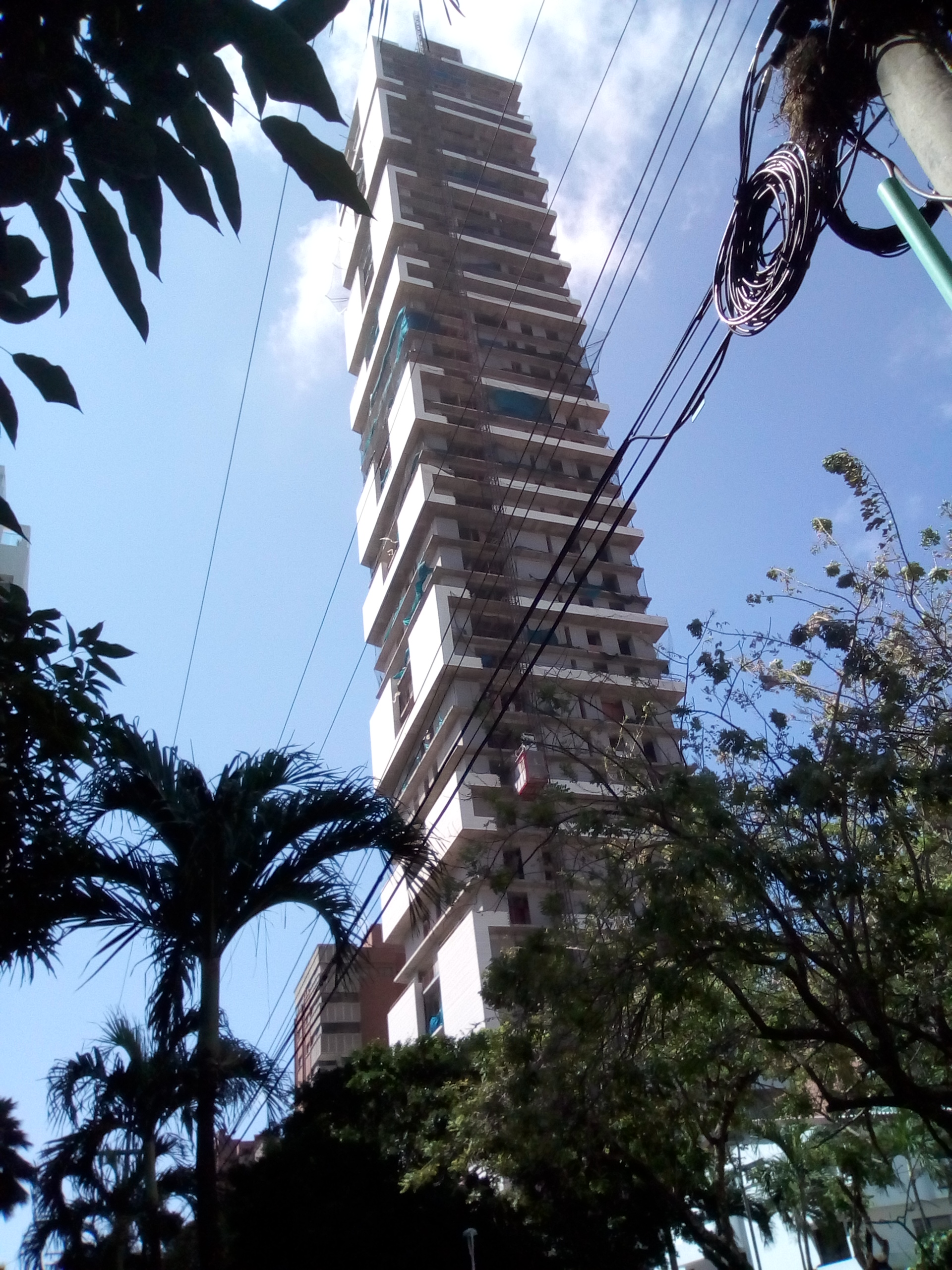
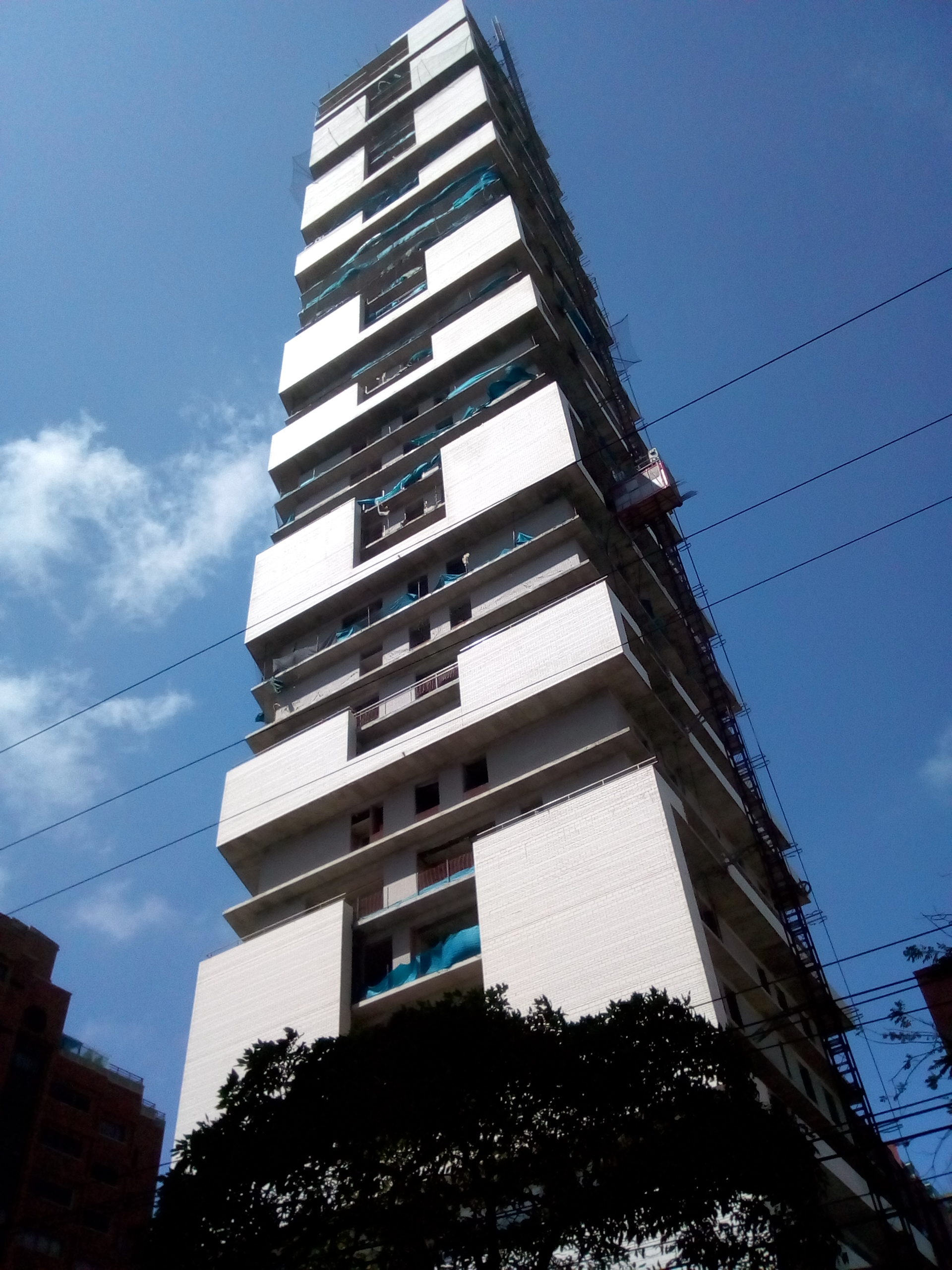
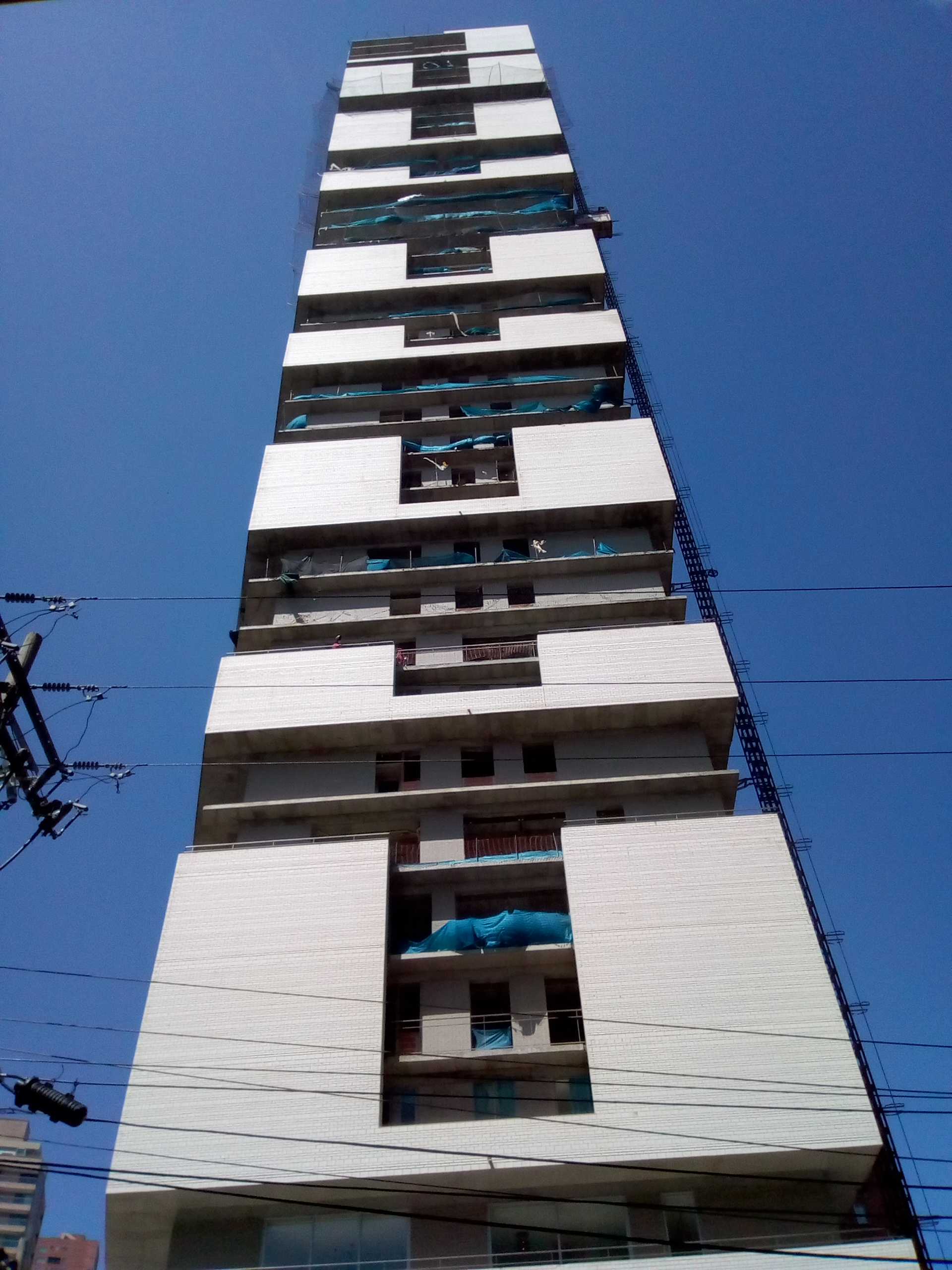
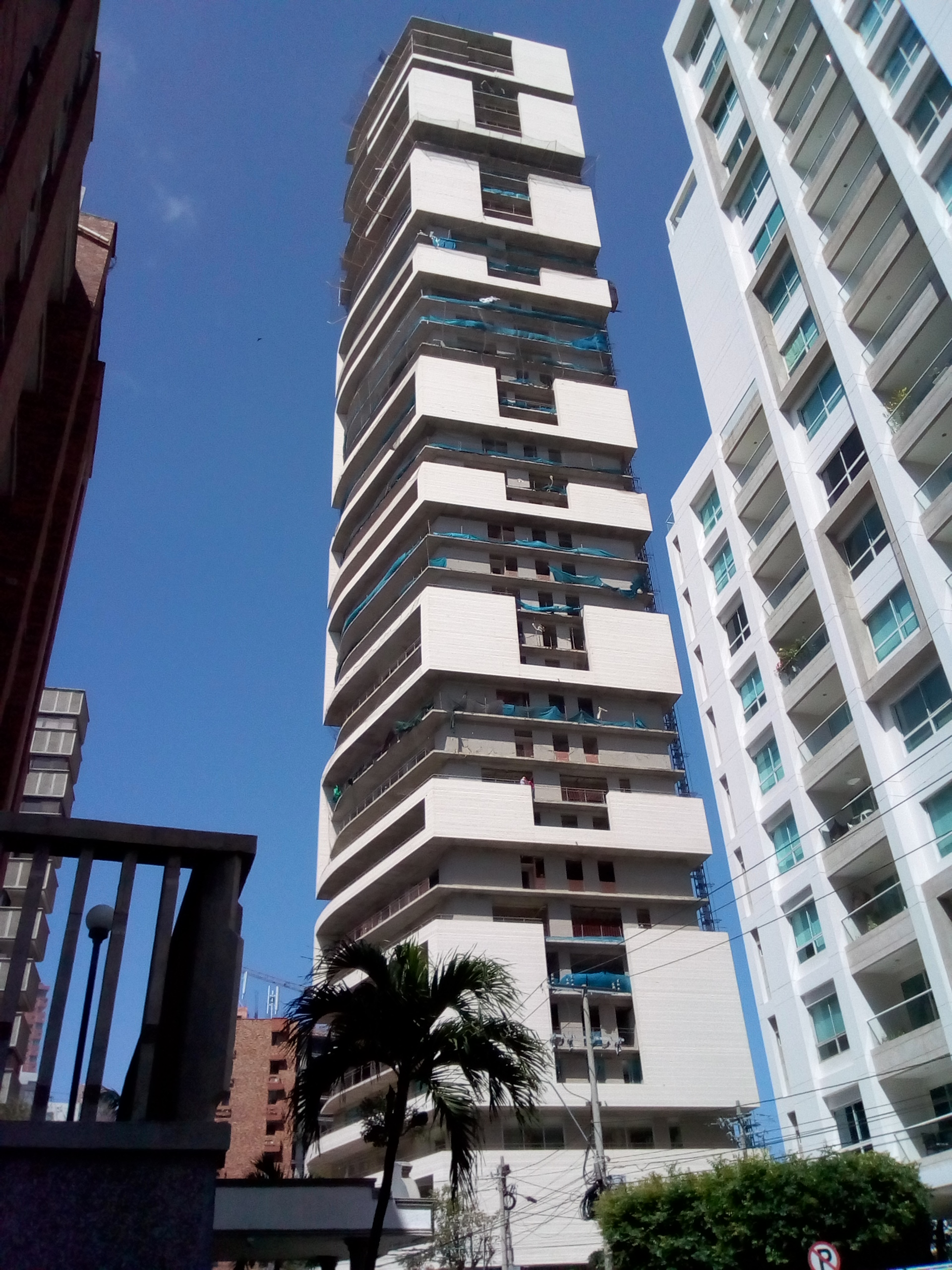
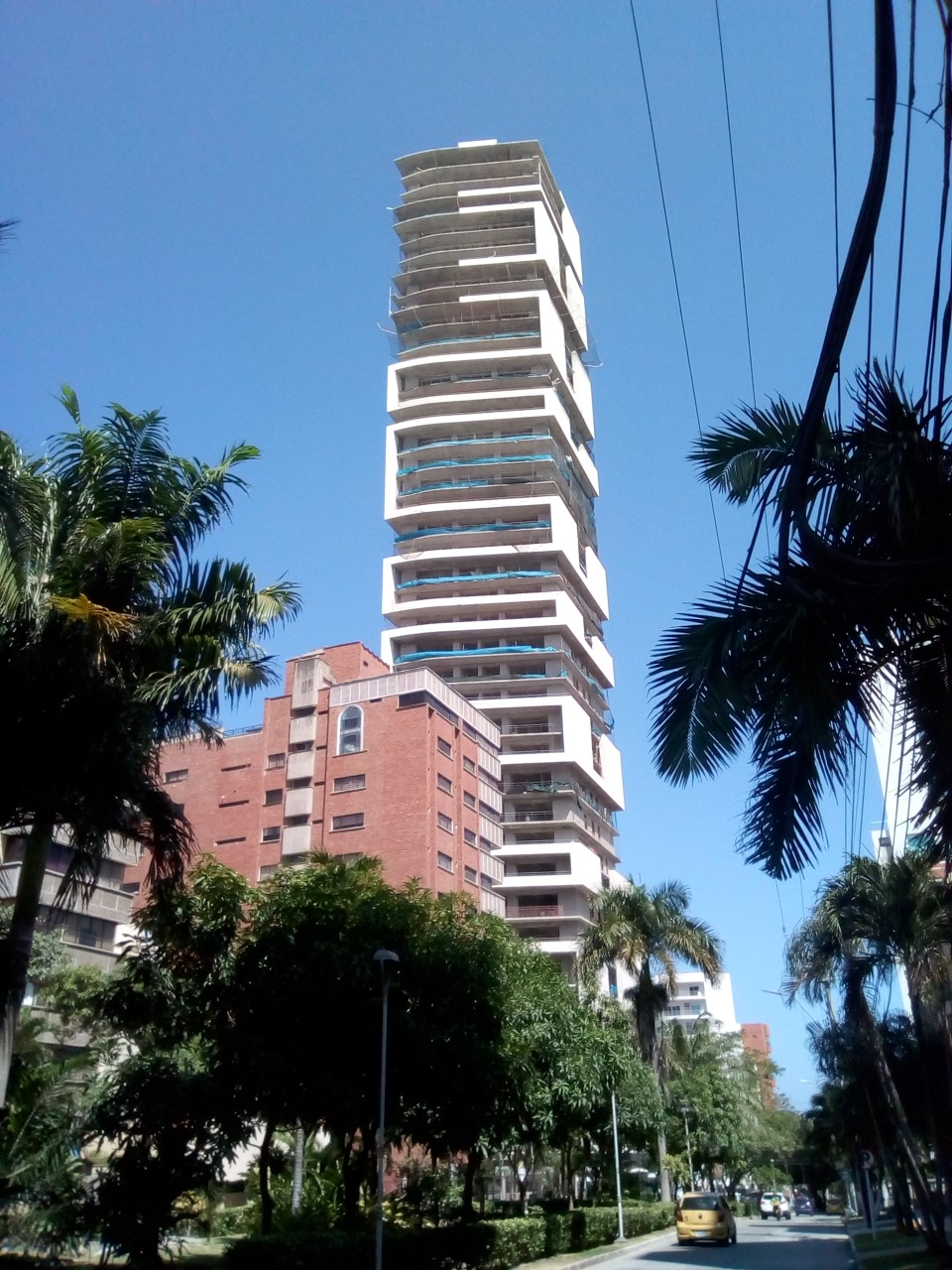